# Senato della Repubblica (Messico)
Il Senato della Repubblica (in spagnolo: Senado de la República), formalmente designata Camera dei Senatori del Congresso dell'Unione (Cámara de Senadores del Congreso de la Unión), è la camera alta del Congresso dell'Unione del Messico.
L'altra camera del Congresso è la Camera dei deputati e i compiti e la struttura delle due camere sono descritti negli articoli da 50 a 70 della costituzione messicana.